# 加藤優里
加藤 優里（かとう ゆり、1983年6月27日 - ）は、日本の女性声優。エクアドル共和国、神奈川県出身。

## 経歴
2010年にマウスプロモーション附属俳優養成所卒業。2012年よりマウスプロモーション所属。

## 人物
趣味・特技は英語（TOEIC950点）、ベース、乗馬（予定）。

## 出演

### テレビアニメ
- ブレイド（2011年、スンダル・ボロン）
- GON -ゴン-（2012年、ドゥンパの妻〈ペンギン〉）
- パパのいうことを聞きなさい!（2012年、園児）
- 俺、ツインテールになります。（2014年、外国人シンガー）

### Webアニメ
- マウスどうぶつえん（2019年、ブンチョウのゆり）

### ゲーム
- ソールトリガー（2012年）
- ピカピカナース物語2（2012年、ソラ、アキエ）
- AMNESIA CROWD（2013年）
- 真・女神転生IV（2013年）
- 真・女神転生IV FINAL（2016年）

### ドラマCD
- オーディオブック「町長選挙」（2011年）
- 盗聴探偵物語（2011年、芝山レイナ）

### ナレーション
- 小中部セカンドシーズン第9回

### アプリ
- アオイの4コマ英会話 イングリっちゅ!（ソフィ）